# Liste des maires de Faverges
Pour un article plus général, voir Faverges.
La liste des maires de Faverges présente la liste des maires de la commune de Faverges, située en Haute-Savoie. En 2016, la commune fusionne avec Seythenex pour former une nouvelle commune Faverges-Seythenex.

## Histoire
Avant l'invasion des troupes révolutionnaires françaises en 1792, la ville de Faverges était dirigée par le premier syndic et son conseil. L'annexion du duché de Savoie voit se mettre en place l'administration française dont la fonction de maire. Le premier Président de la municipalité provisoire en octobre 1792 est Henry Roux. Il est remplacé deux mois plus tard par le premier maire François Prévost. À la suite de la Restauration des États de Savoie en 1815, Faverges retrouve le système de gestion sarde jusqu'à l'Annexion de la Savoie à la France, à la suite du traité de Turin de 1860. Le nouveau maire de la ville est Henri Mol, qui restera en place de 1865 à 1871.

## Les maires

### Liste des maires de 1792 à 1815
De septembre 1792 à novembre 1815, le duché de Savoie est occupé par les troupes révolutionnaires françaises, puis impériales. En octobre 1792, la nouvelle organisation mise en place prévoit la création d’une assemblée générale de la municipalité avec un maire nommé.
| Période                                  | Période | Identité             | Étiquette | Qualité                                 |
| ---------------------------------------- | ------- | -------------------- | --------- | --------------------------------------- |
| octobre 1792                             |         | Henry Roux           | …         | Président de la municipalité provisoire |
| décembre 1792                            | 1793    | François Prévost     | …         | Notaire                                 |
| 1793                                     | 1793    | François Audé        | …         | Notaire                                 |
| 1793                                     | 1815    | Jean-Charles Prévost | …         | Notaire                                 |
| Les données manquantes sont à compléter. |         |                      |           |                                         |

### Liste des maires depuis 1860
En juin 1860, le duché de Savoie est réuni à la France. Les maires sont nommés par l’Empereur, pour une durée de quatre ans.
| Période                                  | Période          | Identité      | Étiquette | Qualité |
| ---------------------------------------- | ---------------- | ------------- | --------- | --- |
| 1860                                     | 1862 (démission) | Jules Blanc   | …         | Baron. Ancien syndic en 1860. Conseiller d'arrondissement (1861 à 1864) et Conseiller Général du canton de Faverges (en 1864). Il reste toutefois conseiller municipal puis adjoint jusqu'en 1870. |
| 1862                                     | 1865             | Charles Baudé | …         | Notaire |
| 1865                                     | 1871 (démission) | Henri Mol     | …         | Propriétaire |
| Les données manquantes sont à compléter. |                  |               |           | |

À la suite de la chute du Second Empire, au cours des trois premières républiques, les maires sont de nouveaux à la tête des communes et sont élus par les citoyens. Durant la période du Régime de Vichy (1941-1944), le représentant de la commune est nommé.
| Période                                  | Période | Identité                      | Étiquette | Qualité             |
| ---------------------------------------- | ------- | ----------------------------- | --------- | ------------------- |
| 1871                                     | 1873    | Charles Baudé (dcd)           | …         | Avocat              |
| 1873                                     | 1881    | François Calligé (dcd)        | …         | Notaire             |
| 1881                                     | 1888    | Joseph Mollard                | …         | Géomètre            |
| 1888                                     | 1904    | Eugène Savioz                 | …         | Prop. rentier       |
| 1904                                     | 1907    | Gabriel Perret                | …         | Pharmacien          |
| 1907                                     | 1908    | Henri Ailloud                 | …         | Tanneur             |
| 1908                                     | 1912    | Claude Bruxelles              | …         | Cordonnier          |
| 1912                                     | 1919    | Théophile Henri Eyriès        | …         | Receveur des C.Ind. |
| 1919                                     | 1927    | Ferdinand Losserand (démiss.) | …         | Géomètre expert     |
| 1927                                     | 1935    | Edouard Cuillery              | …         | retraité            |
| 1935                                     | 1941    | Marcel Piquand                | CNI       | Industriel          |
| 1941                                     | 1944    | Jean Marius Raucaz (dcd)      | …         | Quincaillier        |
| 1944                                     | 1947    | Louis Dussolliet-Berthod      | …         | retraité            |
| Les données manquantes sont à compléter. |         |                               |           |                     |

Depuis 1947, sept maires se sont succédé :
| Période | Période  | Identité                  | Étiquette   | Qualité           |
| ------- | -------- | ------------------------- | ----------- | ----------------- |
| 1947    | 1965     | Marcel Piquand            | CNI         | industriel        |
| 1965    | 1977     | Simon Berger              | …           | médecin           |
| 1977    | 1989     | Jacques Piquand           | …           | industriel        |
| 1989    | 2001     | Jacques Dalex             | P.S.        | chef d'entreprise |
| 2001    | 2008     | Pierre Losserand          | U.M.P.      | comptable         |
| 2008    | 2014     | Jean-Claude Tissot-Rosset | sans        | agriculteur       |
| 2014    | 2020     | Marcel Cattaneo           | sans        | retraité          |
| 2020    | En cours | Jacques Dalex             | Div. Gauche |                   |

## Les syndics

### Liste des syndics duXVesiècleà 1792
Durant la période du duché de Savoie (XVe siècle à 1792), le représentant de la commune est le syndic. Ce dernier est élu pour un an par ses pairs. La charge de syndic disparaît en 1792 lorsque le duché est occupé par les troupes révolutionnaires françaises.
| Période                                  | Période | Identité                | Étiquette | Qualité |
| ---------------------------------------- | ------- | ----------------------- | --------- | ------- |
| ...                                      | ...     |                         | …         |         |
| 1742                                     | 1742    | Jean-Baptiste Emin      | …         |         |
| 1743                                     | 1743    | Jean-François Varey     | …         |         |
| 1744                                     | 1744    | Urbain Delachinal       | …         |         |
| 1745                                     | 1745    | Charles Patuel          | …         |         |
| 1746                                     | 1746    | Joseph Farcy            | …         |         |
| 1747                                     | 1747    | Jean-Baptiste Berger    | …         |         |
| 1748                                     | 1748    | Balthazard Doucet       | …         |         |
| 1749                                     | 1749    | Georges de la Fontaine  | …         |         |
| 1750                                     | 1750    | Claude-Louis Doucet     | …         |         |
| 1751                                     | 1751    | Maurice Ollier          | …         |         |
| 1752                                     | 1752    | Jean-Pierre Durand      | …         |         |
| 1753                                     | 1753    | Jean-François Desrippes | …         |         |
| 1754                                     | 1754    | Jean-Antoine Chappis    | …         |         |
| 1755                                     | 1755    | François Nayret         | …         |         |
| 1756                                     | 1756    | Louis Suscilion         | …         |         |
| 1757                                     | 1757    | Louis Lachenal          | …         |         |
| 1758                                     | 1758    | Jean-Antoine Patuel     | …         |         |
| 1759                                     | 1759    | Jacques Picollier       | …         |         |
| 1760                                     | 1760    | Jean-Baptiste Maître    | …         |         |
| 1761                                     | 1761    | Antoine Vulliet         | …         |         |
| 1762                                     | 1762    | Claude Berger           | …         |         |
| 1763                                     | 1763    | Pierre Duport           | …         |         |
| 1764                                     | 1764    | François Hugon          | …         |         |
| 1765                                     | 1765    | Alexis Didelle          | …         |         |
| 1766                                     | 1766    | Louis Carrier           | …         |         |
| 1767                                     | 1767    | Claude Gay-Gollet       | …         |         |
| 1768                                     | 1768    | Claude Durand           | …         |         |
| 1769                                     | 1769    | Jean-François Emin      | …         |         |
| 1770                                     | 1770    | Antoine Duport          | …         |         |
| Les données manquantes sont à compléter. |         |                         |           |         |

### Liste des syndics 1815 à 1860
En 1815, le duché de Savoie retourne au roi de Sardaigne. Les syndics sont de nouveaux mis en place dans les communes. Ils sont nommés par le roi pour une durée de trois ans.
| Période                                  | Période | Identité              | Étiquette | Qualité                                                               |
| ---------------------------------------- | ------- | --------------------- | --------- | --------------------------------------------------------------------- |
| 1816                                     | 1825    | Jean-Pierre Probel    | …         |                                                                       |
| 1825                                     | 1842    | Nicolas Blanc         | …         | Industriel                                                            |
| 1842                                     | 1848    | François-Henri Mol    | …         |                                                                       |
| 1848                                     | 1854    | Charles Neyret        | …         |                                                                       |
| 1854                                     | 1859    | Maurice-Antoine Blanc | …         | Neveu du baron Blanc, Député savoyard au Parlement de Turin           |
| 1859                                     | 1860    | Charles Baudé         | …         | Notaire                                                               |
| 1860                                     | 1860    | Jules Blanc           | …         | Fils du baron Blanc. Partisan de l'Annexion de la Savoie à la France. |
| Les données manquantes sont à compléter. |         |                       |           |                                                                       |